# Grafschaft Glatz

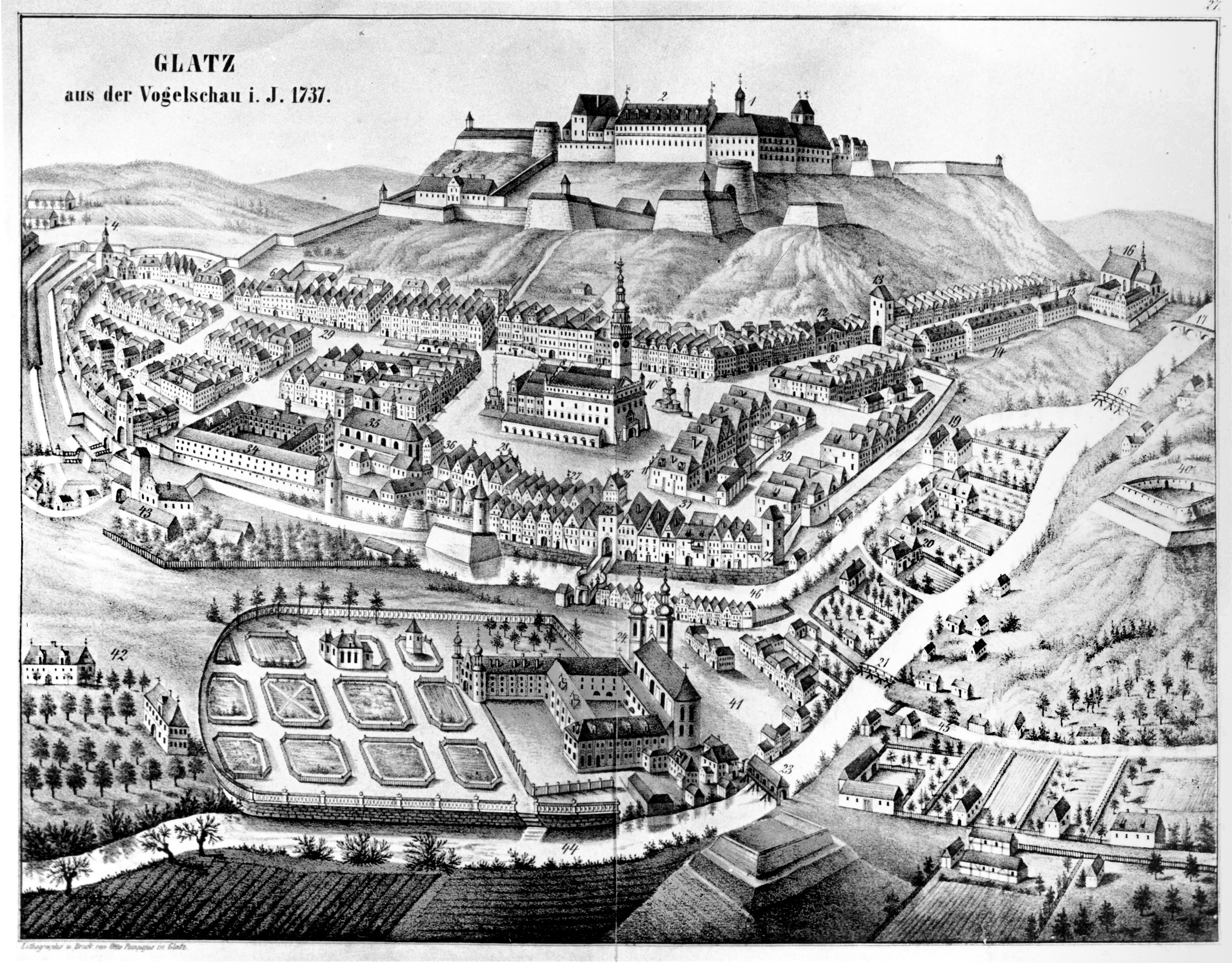
Glatz aus der Vogelperspektive, 1737

Die Grafschaft Glatz ([glaːts]; glätzisch Groofschoft Glootz, schlesisch Grofschoaft Glootz,  tschechisch Hrabství kladské, polnisch Hrabstwo Kłodzkie) gehörte als „provincia glacensis“ von Anbeginn zum böhmischen Herrschaftsbereich und damit zum Heiligen Römischen Reich. 1459 wurde sie durch den böhmischen König Georg von Podiebrad zur Grafschaft erhoben. Nach dem Ersten Schlesischen Krieg 1742 und endgültig mit dem Hubertusburger Frieden 1763 fiel sie an Preußen.
Danach wurde sie zunächst von der Breslauer Kriegs- und Domänenkammer verwaltet. Mit den Preußischen Reformen wurde die „Souveraine Grafschaft Glatz“ 1815 in die Provinz Schlesien eingegliedert.
Nach dem Zweiten Weltkrieg 1945 fiel das Gebiet der preußischen Landkreise Glatz und Habelschwerdt an Polen. Unabhängig davon verblieb das Glatzer Land kirchenrechtlich bis 1972 weiterhin beim Erzbistum Prag.

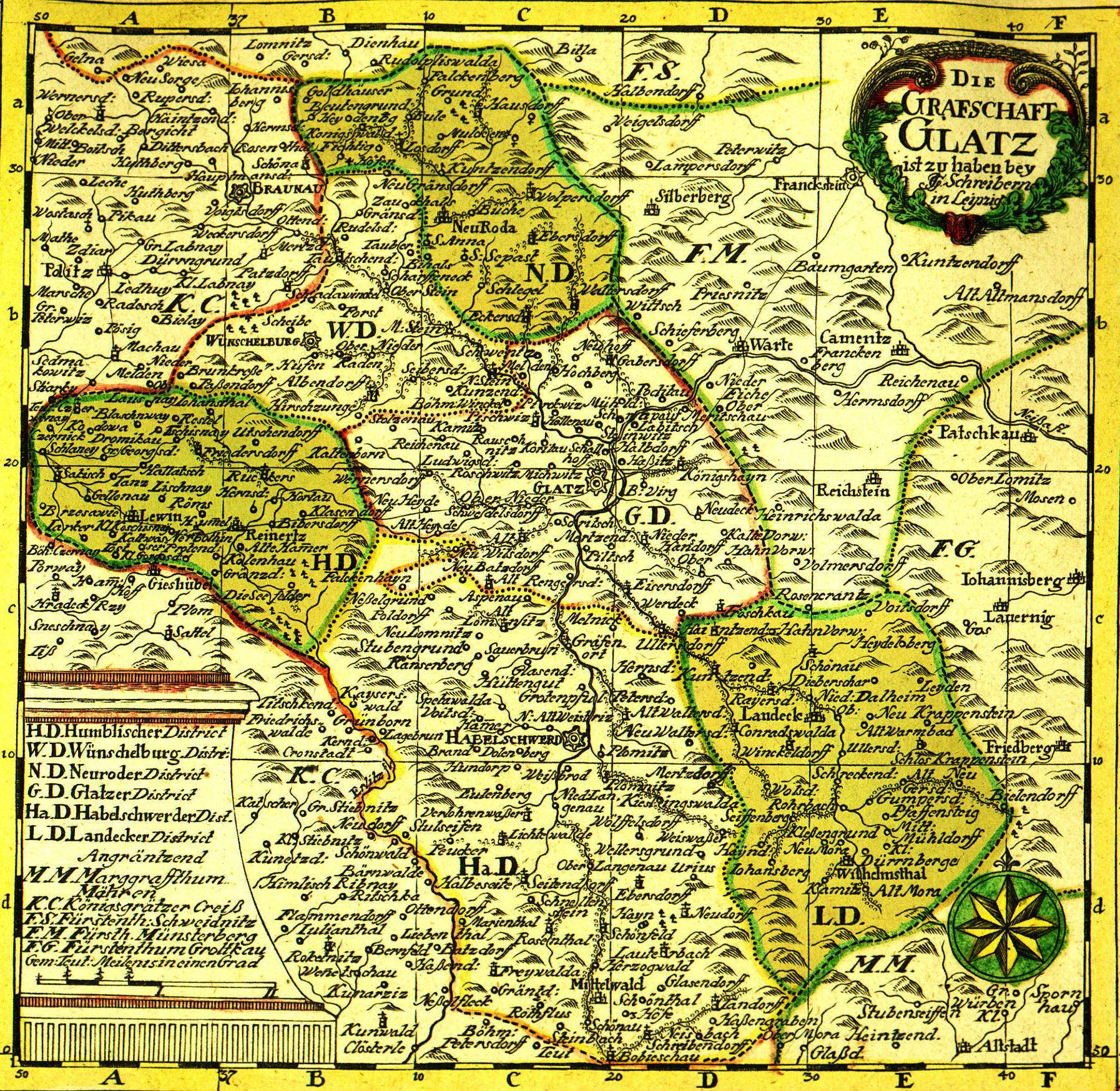
Grafschaft Glatz im 18. Jahrhundert mit den Distrikten „Humblischer“, „Wünschelburger“, „Neuroder“, „Glatzer“, „Habelschwerdter“ und „Landecker“

## Geographie und Landschaft
Das Gebiet der vormaligen Grafschaft Glatz umfasst eine Fläche von 1636 Quadratkilometern. Es ist von einer Mittelgebirgslandschaft geprägt und von Gebirgszügen als natürlichen Grenzen umgeben, weshalb es auch als Glatzer Kessel bezeichnet wird. Durch seine geographische Lage mit leicht begehbaren Gebirgspässen im Süden und Westen und dem Neißedurchbruch bei Wartha war das Gebiet seit alters her ein Durchgangs- bzw. Verbindungsland zwischen Böhmen, Mähren und Schlesien.
Die das Glatzer Land umgebenden Gebirge sind: Im Osten das Eulengebirge (Góry Sowie), das Warthagebirge und das Reichensteiner Gebirge (Góry Złote), im Süden das Glatzer Schneegebirge (Masyw Śnieżnika) und das Bielengebirge (Góry Bialskie), im Südwesten das Habelschwerdter Gebirge (Góry Bystrzyckie) und das Adlergebirge (Orlické hory) sowie im Nordwesten das Heuscheuergebirge (Góry Stołowe).
Hauptfluss ist die Glatzer Neiße (Nysa Kłodzka), die im Glatzer Schneegebirge entspringt und bei dem Dorf Riebnig (Rybna) südöstlich Brieg in die Oder mündet und mit dieser der Ostsee zufließt. Rechte Nebenflüsse sind die Wölfel (Wilczka) und die Landecker Biele (Biała Lądecka), linke Nebenflüsse sind die Habelschwerdter Weistritz (Bystrzyca), die Reinerzer Weistritz (Bystrzyca Dusznicka) und die Steine (Ścinawka).
Die Gebirgsbäche Schnelle (Bystra), Tscherbeneyer Wasser (Czermnica), Sichler Bach (Židovka) und Machauer Bach (Trnkava), die von der Wasserscheide am Hummelpass bzw. dem Heuscheuergerbirge in Richtung West fließen, ergießen sich in die Mettau (Metuje), die über die Elbe in die Nordsee entwässert.

## Verwaltungsmittelpunkt
Verwaltungsmittelpunkt des Glatzer Landes, das 1449 zur Grafschaft Glatz erhoben wurde, war die Stadt Glatz. Sie war bis 1742/1763 Residenz des böhmischen Landesherrn bzw. seines Statthalters, des Landeshauptmanns. Sie war Sitz des königlichen Rentamtes, der Glatzer Stände und des Glatzer Landtages, dem der Hohe Adel, die Ritter und als Dritter Stand die Freirichter angehörten. Wegen ihrer Beteiligung am böhmischen Ständeaufstand von 1618 verloren die Freirichter 1622 ihre Standeseigenschaft an die Immediat-Städte.

## Geschichte

### Slavnikiden
Das Glatzer Land und weite Teile Schlesiens gehörten im 9. Jahrhundert zum Großmährischen Reich. Im 10. Jahrhundert gehörte es als „provincia glacensis“ zum Herrschaftsbereich des böhmischen Fürsten Slavnik, dem Vater des hl. Adalbert. Der Prager Domdechant Cosmas berichtete in seiner Chronica Boemorum, dass Slavnik bei seinem Tode im Jahre 981 u. a. die Burg Glatz („castellum kladsko“) besessen habe. Sie schützte als Grenzburg den sogenannten „Böhmenweg“, der von Prag über Königgrätz, Nachod und Wartha nach Breslau führte. Um die Burg entstand eine Ansiedlung, die 1114 in einer Urkunde als „urbs“ (Stadt) bezeichnet wurde.

### Přemysliden
Im Jahr 995 kam ganz Böhmen an die Přemysliden, die als Herzöge von Böhmen Kurfürsten des Heiligen Römischen Reiches waren. Die wiederholten Einfälle des böhmischen Herzogs Soběslav nach Polen und umgekehrt des polnischen Herzogs Bolesław III. Schiefmund nach Böhmen wurden durch Vermittlung Kaiser Lothars III. mit dem Pfingstfrieden von Glatz 1137 beendet. Neben dem Verzicht Böhmens auf die Oberhoheit über Schlesien wurde auch ein eindeutiger Grenzverlauf festgelegt. Das Glatzer Land verblieb bei Böhmen. Der erste namentlich bekannte Glatzer Burggraf war 1169 Hroznata, dem 1175 Ryvín/Rivinus und 1177 der Witigone Witiko von Prčice folgten.
Im 13. Jahrhundert begann unter König Wenzel I. und verstärkt unter seinem Sohn Ottokar II. Přemysl die Besiedlung des Glatzer Landes, zu dem bis 1260 auch das Braunauer Land gehörte, mit Deutschen. Die Ansiedlung wurde von den Glatzer Burggrafen in ihrer Eigenschaft als Statthalter des böhmischen Königs gelenkt. Anfang des 13. Jahrhunderts versah das Amt des Burggrafen Smil von Ronow.

### Luxemburger
1310 übernahmen die Luxemburger die Herrschaft im Königreich Böhmen und damit auch im Glatzer Land. Unter König Johann von Luxemburg war Ernst von Hostině (lateinisch Arnestus de Hostina, tschechisch Arnošt z Hostýně), dessen Namenszusatz vom heutigen Hostinka bei Böhmisch Skalitz in Ostböhmen abgeleitet sein soll, Burggraf von Glatz. Sein gleichnamiger Sohn Ernst wuchs in Glatz auf und wurde als Ernst von Pardubitz der erste Erzbischof von Prag sowie Berater des Kaisers Karl IV. Während dessen Regierungszeit erlebte das Glatzer Land eine kulturelle und religiöse Blüte. 1349 gründete Ernst von Pardubitz am Abhang des Glatzer Burgberges das Augustiner-Chorherrenstift, das auch als „Thumstift“ bzw. „Thumkirche“ bezeichnet wurde. Für den Altar der Stiftskirche stiftete er u. a. die Glatzer Madonna.
Unter Karls Nachfolgern geriet ganz Böhmen in religiöse Auseinandersetzungen, die eine Abkehr von der Römischen Kirche und die Hussitenkriege zur Folge hatten. Vom grenznahen Hummelschloss aus unternahmen die Hussiten ab 1425 zahlreiche Einfälle in das Glatzer Land. Sie belagerten die Burg Karpenstein und zerstörten die Burg Schnallenstein sowie die Städte Habelschwerdt, Wünschelburg und Neurode. Bei der Schlacht bei Altwilmsdorf am 27. Dezember 1428 starben der Anführer des Glatzer Heeres, Herzog Johann von Münsterberg, und 400 seiner Mitkämpfer. Dessen nunmehr verwaistes Fürstentum verpfändete König Sigismund am 13. August 1429 an Puta d. J. von Častolowitz für seine Verdienste bei der Abwehr der Hussiten. 1431 verlieh er ihm auch das Pfandrecht für das Glatzer Land sowie für Frankenstein. Schon seit 1422 bekleidete Puta d. J., der sich bei der Bekämpfung der Hussiten ausgezeichnet hatte, das Amt des Glatzer Landeshauptmanns; 1426 verlieh ihm König Sigismund das Privileg der Glatzer Münze. Nach Putas Tod 1434 verwaltete seine Witwe Anna von Kolditz zusammen mit dem Glatzer Landeshauptmann Marquard von Mittelwalde die ererbten Besitzungen und verkaufte sie im September 1440 an Hynek Kruschina von Lichtenburg, den sie drei Wochen später ehelichte.
Wenige Wochen nach Hyneks Tod 1454 verkaufte sein Sohn Wilhelm Kruschina – vermutlich aufgrund eines noch von seinem Vater abgeschlossenen Vorvertrages – die ehemals den Herren von Častolowitz in Ostböhmen gehörenden Ländereien sowie die Pfandschaften über Glatz, Münsterberg und Frankenstein an den damaligen Landesverweser und späteren König von Böhmen, Georg von Podiebrad. Da diesem bereits rechtmäßig die benachbarte große Herrschaft Nachod sowie die Herrschaft Hummel gehörten, gelang ihm dadurch die Erweiterung seines Herrschaftsgebiets in Ostböhmen und mit dem Herzogtum Münsterberg, das er 1456 von Ernst von Troppau erwarb, auch die Einflussnahme in Schlesien.

### Erhebung zur Grafschaft

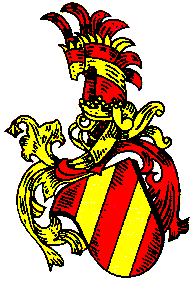
Wappen der Grafschaft Glatz

Der 1458 von den böhmischen Ständen gewählte utraquistische König Georg von Podiebrad erhob schon 1459 das Glatzer Land zur Grafschaft, um seinen Söhnen eine standesgemäße Herrschaft zu sichern. Die Erhebung wurde im gleichen Jahr durch Kaiser Friedrich III. anerkannt. Gleichzeitig wurde Georgs zweitältester Sohn Viktorin zum Reichsgrafen und ersten Grafen von Glatz ernannt. 1462 dehnte der Kaiser die Standeserhebung auch auf Viktorins Brüder Heinrich d. Ä. und Heinrich d. J. aus. Die Glatzer Stände bekamen durch die Erhebung zur Grafschaft eine gewisse Eigenständigkeit. Sie beanspruchten für die Grafschaft denselben Status, wie ihn Schlesien, Mähren und die Lausitzen als inkorporierte Länder der Krone Böhmen hatten.
Nach König Georgs Tod 1471 erhielt sein Sohn Heinrich d. Ä. die Grafschaft Glatz, das Herzogtum Münsterberg, die Herrschaften Hummel und Nachod sowie weitere ostböhmische Besitzungen. Er residierte mit seiner Gemahlin Ursula von Brandenburg auf der Glatzer Burg, die er zu einem repräsentativen Schloss ausbauen ließ. 1473 kehrte er zum katholischen Glauben zurück. 1477 gliederte er die ebenfalls zum Besitz der Podiebrads gehörende Herrschaft Hummel, die bis dahin noch unmittelbar zum Königgrätzer Kreis gehörte, seiner Grafschaft Glatz ein und vergrößerte sie gleichzeitig um die Kirchspiele Lewin und Tscherbeney sowie die beiden Dörfer Schlaney und Brzesowie. Die erweiterte Herrschaft Hummel wurde jedoch bis zu ihrer Auflösung Ende des 16. Jahrhunderts weiterhin als ein selbständiges Lehen vergeben.
Heinrich d. Ä. folgten seine Söhne Albrecht, Georg und Karl, die zunächst gemeinsam regierten.

### Verpfändung der Grafschaft
Wegen der hohen Schuldenlast, die Heinrich d. Ä. seinen Söhnen Albrecht, Georg und Karl hinterließ, mussten diese die Grafschaft schon 1501 an ihren späteren Schwager Ulrich von Hardegg verkaufen. Den Titel „Graf von Glatz“, konnten sie an ihre Nachkommen vererben, die 1647 in männlicher Linie ausstarben. Während der Herrschaft des böhmischen Königs Vladislav fand 1512 in Glatz ein Generallandtag statt. Ulrich von Hardegg, der auf dem Glatzer Schloss residierte, verkaufte 1524 die Grafschaft an seinen Bruder Johann von Hardegg, der wegen seines Reichtums „der Prächtige“ genannt wurde.
Nach jahrzehntelangen politischen und religiösen Wirren und einem Erbvertrag von 1515 zwischen den Habsburgern und den Jagiellonen kamen Ungarn und die Krone Böhmen mit ihren Nebenländern 1526 an die Dynastie der Habsburger. Sie waren Landesherren der Grafschaft Glatz in ihrer Eigenschaft als Könige von Böhmen. Ferdinand I. bestätigte den Brüdern Hardegg ihre Privilegien, zu denen auch die Hälfte der Einkünfte aus den Grafschafter Bergwerken gehörte. Da Johann von Hardegg auf der oberösterreichischen Heinrichsburg residierte, setzte er ab 1527 als Verwalter den Glatzer Burgherrn Hans Prag von Wellnitz ein. 1530 berief Ferdinand I. den ersten böhmischen Generallandtag seiner Regierung nach Glatz.
1534 verkaufte Johann von Hardegg die Grafschaft an König Ferdinand I. Da der König die Kaufsumme nicht aufbringen konnte, erfolgte der rechtliche Übergang erst 1537. Noch im selben Jahr ernannte Ferdinand den Hans Prag von Wellnitz zum Glatzer Landeshauptmann und verpfändete die Grafschaft – wohl wegen Geldmangel – an den böhmischen Magnaten Johann von Pernstein. In dessen Besitz blieb sie bis zu seinem Tode 1548.

### Wittelsbacher Ära und Ende der Pfandschaft
Johann von Pernsteins Söhne verkauften die Grafschaft 1549 an den damaligen Salzburger Administrator Herzog Ernst von Bayern, der durch die böhmischen Stände bereits 1546 als böhmischer Landsasse aufgenommen worden war. Er reformierte die Glatzer Verwaltung mit qualifizierten Beamten, die er aus Salzburg und Bayern mitgebracht hatte und ließ während seiner Regierungszeit das Schloss erweitern. Obwohl er kein kirchliches Amt mehr bekleidete, verfolgte er intensiv die Ziele der Gegenreformation und berief 1558 zusammen mit König Ferdinand I. eine Synode ein, die den Glaubensstand der Geistlichen überprüfen sollte.
Nach Ernsts Tod 1560 erbte sein Neffe Herzog Albrecht V. von Bayern die Grafschaft. Da er nicht beabsichtigte, sie zu behalten, verfolgte er nicht die von seinem Onkel eingeleiteten Maßnahmen zur Rekatholisierung, wodurch sich in diesen Jahren das Luthertum ausbreiten konnte. 1567 setzte sich Herzog Albrecht für die Privilegien der Freirichter ein und verkaufte im selben Jahr die Grafschaft an den regierenden böhmischen Landesherrn Maximilian II.

### Habsburger als Könige von Böhmen
Da Maximilian II. die Pfandsumme nicht bezahlen konnte, wurde sie von den Glatzer Ständen aufgebracht. Wohl deshalb erhielten sie von Maximilian das Versprechen, dass die Grafschaft nicht mehr verpfändet werden solle.
Zu Beginn des Dreißigjährigen Krieges waren die Grafschafter Stände Anhänger der protestantischen „böhmischen Rebellion“. 1619 wurde König Ferdinand II. abgesetzt und Friedrich von der Pfalz zum Nachfolger gewählt, der jedoch schon 1620 nach dem Sieg der Kaiserlichen in der Schlacht am Weißen Berge 1620 fliehen musste. Im Gegensatz zu den böhmischen unterwarfen sich die Glatzer Stände nicht dem Kaiser. Folglich besetzten die Kaiserlichen die Grafschaft und schlossen Glatz ein, das erst am 28. Oktober 1622 kapitulierte. Der Eroberer Philipp Rudolf von Liechtenstein-Kastelkorn wurde zum neuen Glatzer Landeshauptmann ernannt.
Für das Glatzer Land folgten nun kaiserliche Strafmaßnahmen, in deren Verlauf der einheimische Adel weitgehend enteignet wurde. Die königlichen Städte Glatz, Habelschwerdt, Wünschelburg, Landeck, Reinerz verloren vorübergehend ihre Privilegien. Im weiteren Verlauf des Krieges mussten das Glatzer Land und seine Bevölkerung zahlreiche Auf- und Durchmärsche, Einquartierungen und Plünderungen durch kaiserliche und schwedische Truppen erdulden. Viele Dörfer waren bei Kriegsende 1648 wüst und unbewohnt.
Der böhmische Landesherr Ferdinand III. beauftragte die Jesuiten, die 1624 nach Glatz zurückgekehrt waren, mit der Rekatholisierung des Landes. Die Bewohner kehrten – teils freiwillig, teils unter Zwang – zum katholischen Glauben zurück. Das Bildungswesen sowie das soziale und religiöse Leben erlangten ein hohes Niveau. Zahlreiche Kirchen und Schlösser wurden in dieser Zeit neu gebaut oder barockisiert.
Letzte böhmische Landesherrin der Grafschaft Glatz war Erzherzogin Maria Theresia in ihrer Eigenschaft als Königin von Böhmen.

### Preußen

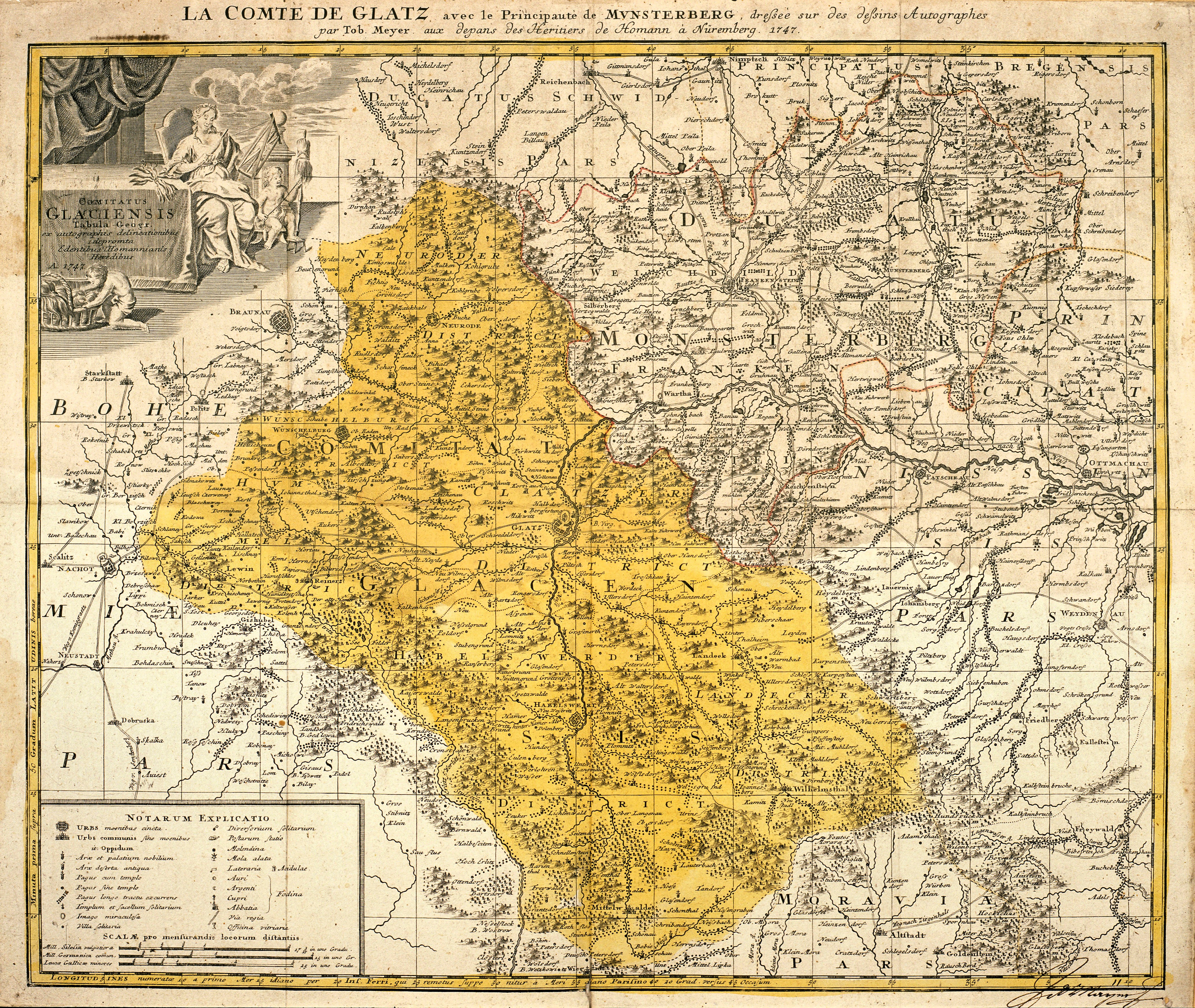
Grafschaft Glatz 1747

In den drei Schlesischen Kriegen (1742–1763) war die Grafschaft Glatz Aufmarsch- und Kampfgebiet der kaiserlichen und preußischen Truppen. Obwohl sie nicht zu Schlesien gehörte, setzte der preußische König Friedrich II. ihre Abtretung an Preußen durch, weil ihm ihre strategische Lage für die Verteidigung Schlesiens wichtig erschien. Mit dem Ausbruch des Zweiten Schlesischen Krieges fühlte sich Maria Theresia nicht mehr an den Frieden von Berlin gebunden und unterstellte die Grafschaft am 1. Dezember 1744 wieder ihrer Herrschaft. Daraufhin wurde ab dem 14. Februar 1745 in der südlichen Grafschaft das Gefecht von Habelschwerdt ausgetragen, das mit einer Niederlage der Kaiserlichen endete. Mit dem Hubertusburger Frieden von 1763 kam die Grafschaft Glatz endgültig in den Besitz Preußens. Die Landeshauptmannschaft und die bisherige ständische Selbstverwaltung wurden aufgelöst und die Funktion des Landeshauptmanns durch den Landrat ersetzt. Durch die Zunahme der Macht der Grundherren kam es vereinzelt zu Bauernunruhen. Das katholische Glatzer Land hatte nun das Misstrauen des protestantischen Herrscherhauses zu ertragen.
In den Napoleonischen Kriegen wurde 1807 die Festung Glatz von französischen Truppen eingeschlossen und belagert, konnte jedoch unter dem Befehl des Generalgouverneurs von Schlesien, Friedrich Wilhelm von Götzen d. J., erfolgreich verteidigt werden. Über die damaligen Geschehnisse verfasste der Pfarrer und Heimatforscher Joseph Kögler das „Tagebuch der kriegerischen Vorfälle in der Grafschaft Glatz vom 29. Januar bis zum 20. Juli 1807“.
Am 9. Oktober 1807 wurde die Gutsuntertänigkeit aufgehoben, 1808 folgte eine neue Ständeordnung, und 1810 wurde die Gewerbefreiheit eingeführt. Mit der 1818 verfügten administrativen Gebietsaufteilung bildete die Grafschaft kein eigenes Territorium mehr und wurde der Provinz Schlesien unterstellt. Zugleich wurde 1818 aus dem südlichen Teil des Kreises Glatz der Kreis Habelschwerdt gebildet. Der beim Kreis Glatz verbliebene Teil wurde 1854 auf die Kreise Glatz und Neurode aufgeteilt.
Auch im Deutschen Krieg von 1866 zwischen Preußen und Österreich, der mit der Schlacht bei Nachod begann, erfolgte der Einmarsch eines Teils der Preußischen Armee durch die Grafschaft Glatz.
Nach dem Ersten Weltkrieg 1918 erhob die neu gegründete Tschechoslowakei Ansprüche auf die Grafschaft Glatz, die jedoch im Versailler Vertrag vom 28. Juni 1919 abgelehnt wurden. Von den kriegsbedingten wirtschaftlichen Problemen war auch die Grafschaft betroffen. Ein Aufschwung konnte erst ab etwa 1924 verzeichnet werden.
Durch die Verwaltungsreform von 1932 wurde der Landkreis Neurode aufgelöst und sein Gebiet wieder dem Landkreis Glatz zugeschlagen.
Ab 1933 errichtete die Tschechoslowakei im Rahmen des Tschechoslowakischen Walls um die in das Land hineinragende Grafschaft Glatz vom Rehorngebirge bis zum Altvatergebirge schwere Befestigungen, die hier als ein Hauptangriffspunkt auf das Land gesehen wurden. Mit dem Münchner Abkommen von 1938 wurden diese bedeutungslos. Im Zweiten Weltkrieg blieb die Grafschaft von Kampfhandlungen und Zerstörungen verschont. Ausgebombte aus anderen Teilen Deutschlands wurden deshalb auch in die Grafschaft evakuiert.

### Polen
Nach dem Krieg kam die aus den Landkreisen Glatz und Habelschwerdt bestehende Grafschaft Glatz 1945 – zusammen mit fast ganz Schlesien – entsprechend dem Potsdamer Abkommen unter polnische Verwaltung. Nach einer Periode der Rechtlosigkeit wurde die deutsche Bevölkerung, soweit sie nicht vorher geflohen war, 1945–1946 zum größten Teil vertrieben. Die neu angesiedelten Bewohner waren teilweise Vertriebene aus Ostpolen, das an die Sowjetunion gefallen war. Nicht ausgewiesen wurden zahlreiche Deutsche, vor allem aus dem Böhmischen Winkel und dem Neuroder Kohlerevier, die für das Funktionieren der Wirtschaft unverzichtbar waren.
Das Gebiet der ehemaligen Grafschaft Glatz wird nunmehr als „Ziemia kłodzka“ bezeichnet. Nach einigen Verwaltungsreformen bildet das Gebiet heute den Powiat Kłodzki innerhalb der Woiwodschaft Niederschlesien.

## Lehenshoheit
Obwohl das Glatzer Land seit alters her unter der Oberhoheit bzw. Lehenshoheit der Herzöge und Könige von Böhmen stand, hatte es durch Verpfändung, Verkauf oder kriegerische Eroberung zeitweise auch andere Besitzer oder Genusshaber:
- König Bolesław I. der Tapfere eroberte 1003 ganz Böhmen und somit auch das Glatzer Land, wurde jedoch 1004 durch König Heinrich II. daraus wieder vertrieben.
- Vermutlich als Heiratsgut seiner Gemahlin Judith, Tochter des böhmischen Fürsten Vratislav II., kam das Glatzer Land 1076–1093 an den piastischen Herzog Władysław I. Herman und
- 1093–1107 als böhmisches Lehen an dessen Sohn Bolesław III. Schiefmund.
- Der Breslauer Herzog Heinrich IV. erhielt 1280 das Glatzer Land vom Römisch-deutschen König Rudolph I. zu lebenslangem Genuss. Nach seinem Tode fiel es 1290 als erledigtes Lehen durch Heimfall wieder an Böhmen.
- Ebenfalls zu lebenslangem Genuss erhielt Herzog Heinrich VI. von Breslau 1327 das Glatzer Land. Er starb 1335.
- 1336–1341 war Herzog Bolko II. von Münsterberg Genusshaber des Glatzer Landes.

## Kirchliche und religiöse Verhältnisse
Kirchlich lag das Glatzer Land als Teil Böhmens seit seiner Christianisierung um die Mitte des 9. Jahrhunderts im Sprengel des Bistums Regensburg. Nachdem 973 das Bistum Prag gegründet wurde, unterstand es zusammen mit Ostböhmen dem Archidiakonat Königgrätz, erhielt jedoch später ein eigenes Dekanat Glatz. Erster bekannter Dekan (Dechant) war der Schwedeldorfer Pfarrer, der für das Jahr 1269 belegt ist. Nach der Erhebung des Bistums Prag 1344 zum Erzbistum wurde Ernst von Pardubitz zum ersten Erzbischof ernannt, der nach seinem Willen 1364 in der Glatzer Pfarrkirche Mariä Himmelfahrt seine letzte Ruhestätte fand. Im Gegensatz zu Böhmen blieb die Grafschaft während der Hussitenkriege katholisch. Trotzdem wurde sie – da König Georg Podiebrad den Hussiten nahestand – vom Papst mit dem Interdikt belegt, das erst nach Georgs Tod aufgehoben wurde.
Das Patronat über die Kirchen der „Provinz Glatz“ oblag seit ältesten Zeiten dem böhmischen Landesherrn. Dieses Recht übertrug im Jahre 1336 König Johann von Luxemburg den Rittern über die Kirchen auf ihren Gütern. Das Patronatsrecht über die königlichen Städte Glatz, Habelschwerdt, Landeck und Wünschelburg blieb weiterhin beim König. Den hierfür ausgefertigten Gnadenbrief stellte er 1336 auf dem niederösterreichischen Schloss Seefeld aus. Nachdem das Kirchenlehen über die Glatzer Pfarrkirche Mariä-Himmelfahrt später an die Glatzer Johanniterkommende gelangt war, gehörte dieser auch das Patronatsrecht über die Pfarrkirche. Von 1627 bis zur Aufhebung des Jesuitenordens 1776 war der jeweilige Rektor des Glatzer Jesuitenkollegs Patron der Pfarrkirche.
Anfang des 16. Jahrhunderts konnte sich die lutherische Lehre ausbreiten. Auch Kaspar Schwenckfeld, der in Glatz das Bürgerrecht erlangt hatte, und die Täufer fanden für ihre Lehren zahlreiche Anhänger. Ernst von Bayern, an den die Grafschaft ab 1548 verpfändet war, verfolgte die Ziele der Gegenreformation sehr konsequent, starb jedoch schon 1560. Sein Neffe und Erbe Herzog Albrecht V. von Bayern setzte die Maßnahmen seines Onkels zur Rekatholisierung des Landes nur schwach fort, da er nicht beabsichtigte, die Grafschaft zu behalten.
Obwohl die Jesuiten 1597 das unterhalb der Burg liegende Augustiner-Chorherrenstift übernommen hatten, in dem sie das Glatzer Jesuitenkolleg errichteten, blieben ihre Rekatholisierungsbemühungen zunächst erfolglos. Bei Beginn des Dreißigjährigen Krieges war Dechant Hieronymus Keck aus Altwilmsdorf der einzige katholisch gebliebene Pfarrer der Grafschaft. Die 1618 vertriebenen Jesuiten kehrten 1624 zwar nach Glatz zurück, jedoch war 1622 ihr Jesuitenkolleg im ehemaligen Augustinerstift bei den Kämpfen um Glatz zerstört worden. Da sie trotzdem mit der Rekatholisierung des Landes beauftragt waren, wurden ihnen die Gebäude des Glatzer Johanniterkommende zugewiesen, während die Johanniter Glatz verlassen mussten. 1627 erhielten die Jesuiten auch das Patronatsrecht über die Pfarrkirche. Nach dem Dreißigjährigen Krieg wurde die Grafschaft weitgehend rekatholisiert. Besonders verehrt wurde der böhmische Landesheilige Johannes von Nepomuk.
Als Teil des Prager Erzbistums gehörte das Glatzer Land zum Archidiakonat Königgrätz. Nachdem Königgrätz 1664 zur Diözese erhoben wurde, gliederte der Prager Erzbischof Ernst Adalbert von Harrach sein Erzbistum um. Die Archidiakonate wurden aufgelöst und neue Vikariate errichtet. Glatz wurde ein eigenes Vikariat der Erzdiözese Prag.
Nach der preußischen Übernahme 1742/1763 wurde durch den preußischen König die freie Religionsausübung zugesichert. Trotzdem wurde der Glatzer Kaplan Andreas Faulhaber hingerichtet, weil er das Beichtgeheimnis nicht preisgeben wollte.
1810 wurde dem erzbischöflichen Vikar der Grafschaft Glatz durch den preußischen König der in der Kirche einmalige Amtstitel Großdechant verliehen, der gleichzeitig mit der Würde eines Ehrendomherrn in Breslau verbunden war. Mit der eigenmächtigen Ernennung versuchte der König, die Grafschaft aus ihrer Zugehörigkeit zur Prager Erzdiözese zu lösen, was ihm jedoch nicht gelang. Mit Dekret vom 2. August 1920 erhob der Prager Erzbischof František Kordač das Glatzer Vikariat zu einem Generalvikariat. Als im Rahmen von Konkordatsverhandlungen Ende er 1920er Jahre die Loslösung der Grafschaft Glatz vom Erzbistum Prag diskutiert wurde, wandte sich Großdechant Franz Dittert an den Erzbischof Kordač mit der Bitte, die Grafschaft aus historischen Gründen bei Prag zu belassen oder ein eigenes „Bistum Glatz“ zu gründen. Dieses Anliegen trug Großdechant Dittert persönlich auch dem Nuntius Eugenio Pacelli in Berlin vor. Ein Anschluss an das Erzbistum Breslau wurde vom Großdechanten mit der Begründung abgelehnt, die Grafschafter seien ein anderer Menschenschlag als die Schlesier, und das könnte auch die Seelsorge beeinträchtigen. Auch der Glatzer Klerus und der Reichstagsabgeordnete Ludwig Perlitius setzten sich für den Verbleib bei Prag ein. 1925 waren 90 % der Glatzer Bevölkerung katholisch. Die kirchenamtliche Zählung von 1940 ergab 55 Pfarreien mit 165.095 Katholiken.
Auch in der NS-Diktatur wurde die freie Religionsausübung unterdrückt. Der Jugendseelsorger der Grafschaft Glatz, Kaplan Gerhard Hirschfelder, widersetzte sich der parteipolitischen Beeinflussung der Jugend. Er wurde 1941 verhaftet und starb 1942 im Konzentrationslager Dachau an Entkräftung.
Nach dem Zweiten Weltkrieg und dem Übergang Schlesiens an Polen, übertrug der polnische Primas Kardinal August Hlond im September 1945 eigenmächtig und ohne Zustimmung des Prager Erzbischofs die Jurisdiktion über das Glatzer Land dem von Hlond ebenfalls eingesetzten Breslauer Administrator Karol Milik. Dagegen stimmte der Heilige Stuhl der Eingliederung des Gebiets der vormaligen Grafschaft Glatz in das Erzbistum Breslau erst 1972 zu.
Ordenseinrichtungen
- 1169 hatte der böhmische Herzog Vladislav II. Glatzer Grundbesitz dem Johanniterorden geschenkt und ihm schon 1183 die Marienkirche und 1184 die Wenzelskirche bestätigt.
- Um 1243 übertrug König Ottokar II. Přemysl den Johannitern die Glatzer Pfarrkirche, an der eine Johanniterkommende errichtet wurde.
- 1248 errichteten die Minoriten eine Kirche mit Kloster auf der Sandinsel außerhalb der Stadtmauern.
- 1349 stiftete der erste Prager Erzbischof Arnestus von Pardubitz aus eigenen Mitteln am Schlossberg das Glatzer Augustiner-Chorherrenstift, das 1350 vom böhmischen Landesherrn Karl IV. bestätigt wurde.
- 1473 schenkte Herzog Heinrich d. Ä. den Franziskanern, die auch als Bernhardiner bezeichnet wurden, neben der Georgskapelle Grundbesitz für den Bau eines Klosters in Glatz.
- 1597 wurde das Augustiner-Chorherrenstift an die Jesuiten übertragen. Dieses wurde 1622 bei den Kämpfen um Glatz zerstört und nicht wieder aufgebaut. Zum Ausgleich erhielten die Jesuiten 1627 die Johanniterkommende, die darin ein Jesuitenkolleg errichteten.

Wallfahrtskirchen

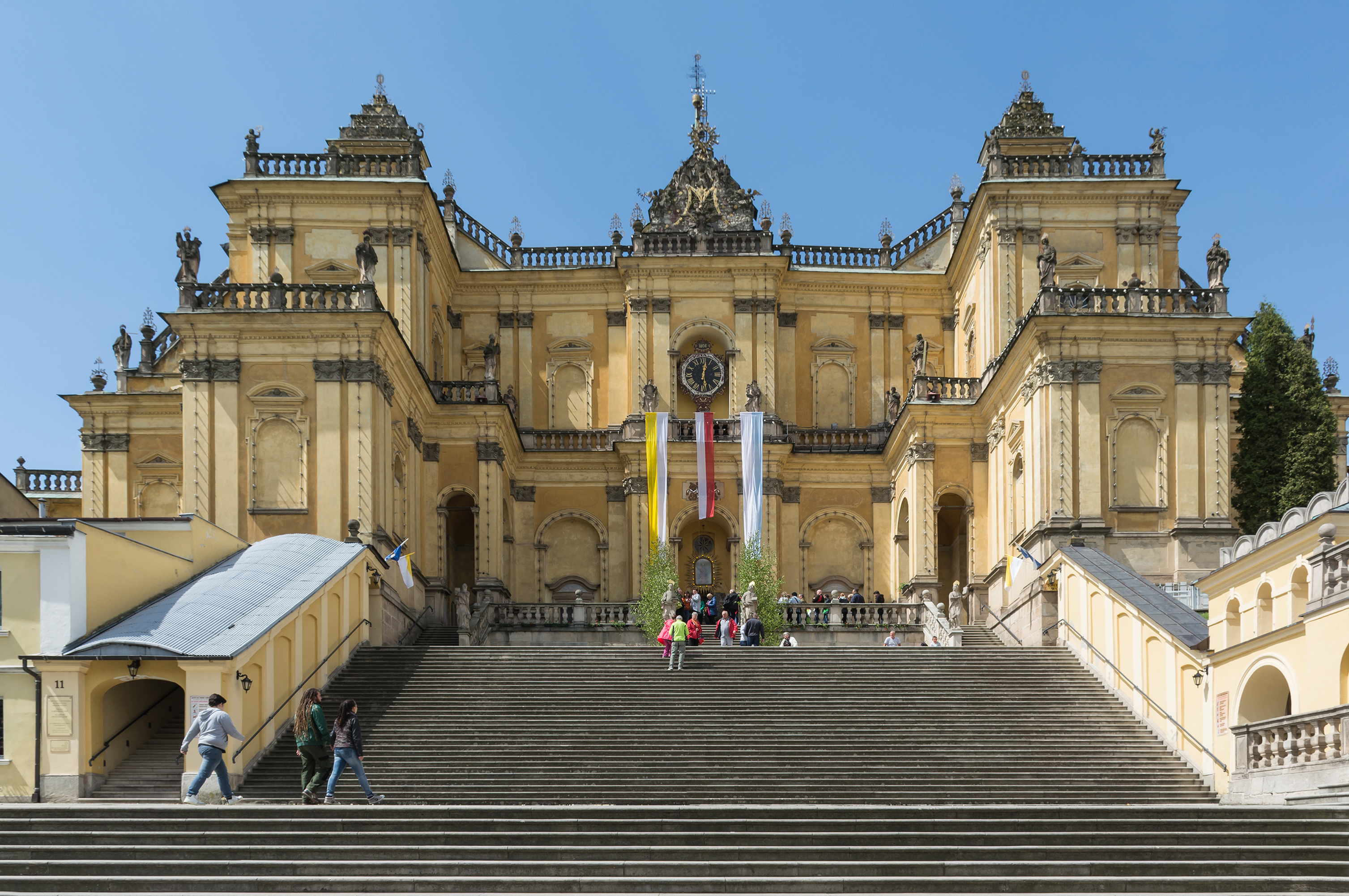
Wallfahrtskirche Albendorf

Das Glatzer Land war stark geprägt von seinen deutschen katholischen Bewohnern, die zahlreiche Kapellen, Bildstöcke, Mariensäulen und Kreuzwege errichteten. Durch alle Zeiten pilgerten die Einwohner zu den Wallfahrtskirchen in Albendorf, Maria Schnee und Altwilmsdorf. Auch die außerhalb der Grafschaft liegenden Kirchen von Wartha und Grulich waren beliebte Wallfahrtsziele.
Evangelische Kirche
Die Evangelische Kirche in der Grafschaft Glatz ist erst nach der preußischen Besitzergreifung wieder erstanden. Ihr Bevölkerungsanteil lag 1925 bei 9 %. Zahlreiche der evangelischen Bewohner sind aus anderen Teilen Preußens nach Glatz zugewandert, wo sie als Mitarbeiter der Verwaltungs- und Militärbehörden eingesetzt wurden. Evangelische Kirchengemeinden gab es in Glatz, Habelschwerdt, Hausdorf-Ludwigsdorf, Kudowa, Landeck, Mittelwalde, Neurode, Reinerz, Straußeney und Wünschelburg.

## Heilquellen
Der Glatzer Kessel ist reich an Mineral- und Heilquellen und hat seit dem Mittelalter eine reiche Bäderkultur. Viele der Quellen wurden von Georg Aelurius in seiner „Glaciographia“ aus dem Jahre 1625 beschrieben. Sie sind teils kohlensäure- und teils schwefelhaltig und eignen sich zu Trink- und Badekuren, die in ihrer Heilwirkung durch ein mildes Klima unterstützt werden.
Die weit bekannten Bäder Landeck, Reinerz, Kudowa, Altheide und Langenau hatten großen Anteil an der volkswirtschaftlichen Entwicklung des Glatzer Landes. Durch die Errichtung moderner Bade-, Kur- und Unterkunftshäuser, die Anlage gepflegter Parks und ein reiches Kultur- und Freizeitangebot stieg die Zahl der Erholungssuchenden und Urlauber stetig an. Einen wesentlichen Beitrag hierzu leistete der 1881 gegründete Glatzer Gebirgsverein.